# Тиранчик-чубань західний
Тира́нчик-чуба́нь західний (Lophotriccus pileatus) — вид горобцеподібних птахів родини тиранових (Tyrannidae). Мешкає в Центральній і Південній Америці.

## Підвиди
Виділяють п'ять підвидів:

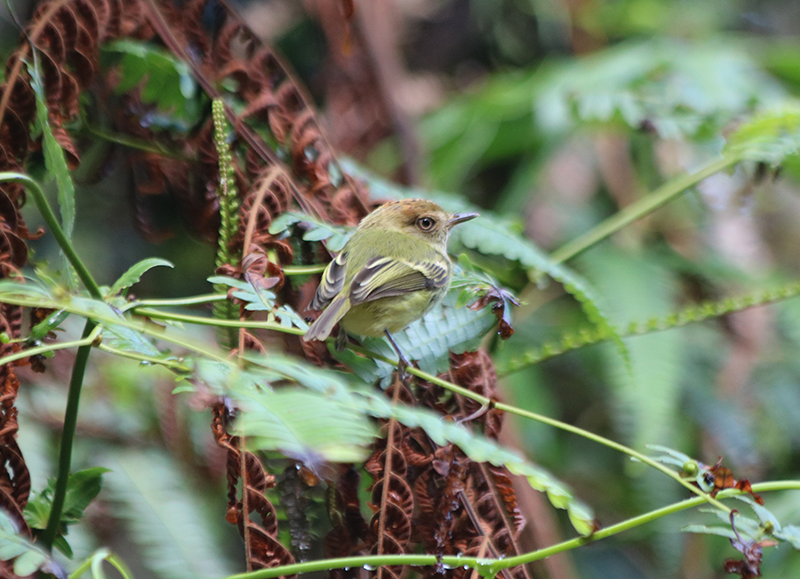
Західний тиранчик-чубань

- L. p. luteiventris Taczanowski, 1884 — від Гондурасу до східної Панами;
- L. p. santaeluciae Todd, 1952 — північно-східна Колумбія і північна Венесуела;
- L. p. squamaecrista (Lafresnaye, 1846) — західна Колумбія, західний і центральний Еквадор, північно-західне Перу;
- L. p. pileatus (Tschudi, 1844) — від східного Еквадору до центрального Перу;
- L. p. hypochlorus Berlepsch & Stolzmann, 1906 — південно-східне Перу.

## Поширення і екологія
Західні тиранчики-чубані мешкають в Гондурасі, Нікарагуа, Коста-Риці, Панамі, Колумбії, Венесуелі, Еквадорі і Перу. Вони живуть в підліску вологих гірських тропічних лісів, в чагарникових і бамбукових заростях. Зустрічаються на висоті від 300 до 2300 м над рівнем моря.